# Lipophaga schultzei
Lipophaga schultzei es una especie de arácnido  del orden Solifugae de la familia Gylippidae.

## Distribución geográfica
Se encuentra en el sur de África.